# الآنسة مامي (فلم)
الآنسة مامي، فيلم كوميدي مصري إنتاج عام 2012، بطولة ياسمين عبد العزيز وحسن الرداد، من إخراج وائل إحسان.

## القصة
تدور أحداث الفيلم في إطار كوميدي حول نبيلة (ياسمين عبد العزيز) التي تحلم انها في الطائرة وأنها متزوجة من خالد ولها أولاد عمر وملاك، تتعرض للعديد من المفارقات والمقالب الكوميدية فترى ، ماذا سيحدث بعض استيقاظها؟

## الممثلون
- ياسمين عبد العزيز: (ناني الحلواني)
- حسن الرداد: (خالد زوج ناني)
- أحمد فؤاد سليم: (والد خالد)
- انتصار: (سوسو صديقة ناني)
- هشام إسماعيل: (أكرم زوج صديقة ناني)
- بدرية طلبة: (فريدة زميلة ناني)
- غسان مطر: (عماد رئيس ناني)
- إيمان السيد: (راكبة الطائرة)
- سعد الصغير: (مشتري فيلا ناني)
- سليمان عيد: (بواب فيلا ناني)
- يوسف عيد: (طبيب ناني)
- حسن عبد الفتاح: (بواب شقة ناني)
- محمد لطفي: (جمعة مدرب السباحة)
- هالة فاخر: (والدة خالد)
- الأطفال: سولي - حنين - آسر

## فريق العمل
- إخراج: وائل إحسان
- تأليف: خالد جلال
- إنتاج: السبكي للإنتاج السينمائي (أحمد السبكي - كريم السبكي)
- توزيع: السبكي للإنتاج السينمائي (أحمد السبكي)
- مونتاج: شريف عابدين
- موسيقى تصويرية: خالد حماد
- مدير التصوير: سامح سليم

## وصلات خارجية
- مقالات تستعمل روابط فنية بلا صلة مع ويكي بيانات
- صفحة الفيلم في قاعدة بيانات الأفلام العربية